# Copa Libertadores 1979
Navigation
Édition précédente Édition suivante
La Copa Libertadores 1979 est la 20e édition de la Copa Libertadores. Le club vainqueur de la compétition est désigné champion d'Amérique du Sud 1979 et se qualifie pour la Coupe intercontinentale 1979 et la Copa Interamericana 1979.
Cette édition voit la victoire du club paraguayen de Club Olimpia, qui s'impose en finale face au double tenant du titre, Boca Juniors. Ce succès est historique puisque Olimpia est la première équipe du Paraguay à remporter la Libertadores, qui n'avait jusqu'alors été gagnée que par des formations d'Uruguay, du Brésil et d'Argentine. Boca échoue pour la deuxième fois en finale après celle perdue en 1963. Deux attaquants se partagent le titre de meilleur buteur avec six buts chacun : le Péruvien Juan José Oré et le Brésilien Miltäo.
La compétition conserve le même format que lors de l'édition précédente : les vingt équipes engagées sont réparties en cinq poules (avec pour chaque poule deux clubs de deux pays). Seul le premier de chaque groupe accède au deuxième tour, qui remplace les demi-finales, où ils sont rejoints par le tenant du titre. Deux poules de trois sont formées et le meilleur de chaque poule se qualifie pour la finale, jouée en matchs aller-retour, avec un match d'appui éventuel en cas d'égalité sur les deux rencontres.

## Clubs engagés
- Club Atlético Boca Juniors - Tenant du titre
- Quilmes AC - Vainqueur du tournoi Metropolitano 1978
- CA Independiente - Vainqueur du tournoi Nacional 1978
- Club Bolívar - Champion de Bolivie 1978
- Club Deportivo Jorge Wilstermann - Vice-champion de Bolivie 1978
- Guarani Futebol Clube - Champion du Brésil 1978
- Sociedade Esportiva Palmeiras - Vice-champion du Brésil 1978
- Club Deportivo Palestino - Champion du Chili 1978
- Club Deportivo O'Higgins - Vainqueur de la Liguilla pré-Libertadores 1978
- Millonarios Fútbol Club - Champion de Colombie 1978
- Asociación Deportivo Cali - Vice-champion de Colombie 1978
- Club Deportivo El Nacional - Champion d'Équateur 1978
- Club Deportivo Técnico Universitario - Vice-champion d'Équateur 1978
- Club Olimpia - Champion du Paraguay 1978
- Club Sol de América - Vice-champion du Paraguay 1978
- Club Alianza Lima - Champion du Pérou 1978
- Club Universitario de Deportes - Vice-champion du Pérou 1978
- Club Atlético Peñarol - Champion d'Uruguay 1978
- Club Nacional de Football - 2e de la Liguilla pré-Libertadores 1978
- Portuguesa FC - Champion du Venezuela 1978
- Deportivo Galicia - Vice-champion du Venezuela 1978

## Compétition

### Premier tour
| Rang | Équipe                    | Pts | J | G | N | P | Bp | Bc | Diff |  | Résultats (▼ dom., ► ext.) | Ind | DCa | Mil | Qui |
| ---- | ------------------------- | --- | - | - | - | - | -- | -- | ---- |  | -------------------------- | --- | --- | --- | --- |
| 1    | CA Independiente          | 9   | 6 | 4 | 1 | 1 | 12 | 6  | +6   |  | CA Independiente           |     | 1-0 | 4-1 | 2-0 |
| 2    | Asociación Deportivo Cali | 7   | 6 | 3 | 1 | 2 | 8  | 7  | +1   |  | Asociación Deportivo Cali  | 1-0 |     | 2-0 | 3-2 |
| 3    | Millonarios Fútbol Club   | 6   | 6 | 2 | 2 | 2 | 8  | 11 | -3   |  | Millonarios Fútbol Club    | 3-3 | 1-1 |     | 1-0 |
| 4    | Quilmes AC                | 2   | 6 | 1 | 0 | 5 | 7  | 11 | -4   |  | Quilmes AC                 | 1-2 | 3-1 | 1-2 |     |

| Rang | Équipe               | Pts | J | G | N | P | Bp | Bc | Diff |  | Résultats (▼ dom., ► ext.) | Oli | Bol | Sol | JWi |
| ---- | -------------------- | --- | - | - | - | - | -- | -- | ---- |  | -------------------------- | --- | --- | --- | --- |
| 1    | Club Olimpia         | 10  | 6 | 5 | 0 | 1 | 13 | 5  | +8   |  | Club Olimpia               |     | 3-0 | 2-1 | 4-2 |
| 2    | Club Bolívar         | 9   | 6 | 4 | 1 | 1 | 18 | 7  | +11  |  | Club Bolívar               | 2-1 |     | 4-1 | 4-0 |
| 3    | Club Sol de América  | 5   | 6 | 2 | 1 | 3 | 9  | 12 | -3   |  | Club Sol de América        | 0-1 | 2-2 |     | 2-1 |
| 4    | CD Jorge Wilstermann | 0   | 6 | 0 | 0 | 6 | 5  | 21 | -16  |  | CD Jorge Wilstermann       | 0-2 | 0-6 | 2-3 |     |

| Rang | Équipe                         | Pts | J | G | N | P | Bp | Bc | Diff |  | Résultats (▼ dom., ► ext.)     | Gua | Uni | Pal | Ali |
| ---- | ------------------------------ | --- | - | - | - | - | -- | -- | ---- |  | ------------------------------ | --- | --- | --- | --- |
| 1    | Guarani Futebol Clube          | 10  | 6 | 5 | 0 | 1 | 16 | 5  | +11  |  | Guarani Futebol Clube          |     | 6-1 | 1-0 | 2-0 |
| 2    | Club Universitario de Deportes | 8   | 6 | 4 | 0 | 2 | 15 | 15 | 0    |  | Club Universitario de Deportes | 3-0 |     | 2-5 | 1-0 |
| 3    | SE Palmeiras                   | 6   | 6 | 3 | 0 | 3 | 15 | 11 | +4   |  | SE Palmeiras                   | 1-4 | 1-2 |     | 4-0 |
| 4    | Club Alianza Lima              | 0   | 6 | 0 | 0 | 6 | 5  | 20 | -15  |  | Club Alianza Lima              | 0-3 | 3-6 | 2-4 |     |

| Rang | Équipe                   | Pts | J | G | N | P | Bp | Bc | Diff |  | Résultats (▼ dom., ► ext.) | Pal | Hig | Por | Gal |
| ---- | ------------------------ | --- | - | - | - | - | -- | -- | ---- |  | -------------------------- | --- | --- | --- | --- |
| 1    | Club Deportivo Palestino | 10  | 6 | 4 | 2 | 0 | 16 | 2  | +14  |  | Club Deportivo Palestino   |     | 1-0 | 6-0 | 5-0 |
| 2    | Club Deportivo O'Higgins | 7   | 6 | 2 | 3 | 1 | 10 | 4  | +6   |  | Club Deportivo O'Higgins   | 1-1 |     | 1-1 | 6-0 |
| 3    | Portuguesa FC            | 4   | 6 | 0 | 4 | 2 | 4  | 12 | -8   |  | Portuguesa FC              | 0-2 | 1-1 |     | 1-1 |
| 4    | Deportivo Galicia        | 3   | 6 | 0 | 3 | 3 | 3  | 15 | -12  |  | Deportivo Galicia          | 1-1 | 0-1 | 1-1 |     |

| Rang | Équipe                     | Pts | J | G | N | P | Bp | Bc | Diff |  | Résultats (▼ dom., ► ext.) | Peñ | Nac | ElN | TUn |
| ---- | -------------------------- | --- | - | - | - | - | -- | -- | ---- |  | -------------------------- | --- | --- | --- | --- |
| 1    | Club Atlético Peñarol      | 10  | 6 | 4 | 2 | 0 | 10 | 2  | +8   |  | Club Atlético Peñarol      |     | 0-0 | 2-1 | 4-0 |
| 2    | Club Nacional de Football  | 7   | 6 | 2 | 3 | 1 | 7  | 3  | +4   |  | Club Nacional de Football  | 1-1 |     | 3-0 | 2-0 |
| 3    | Club Deportivo El Nacional | 5   | 6 | 2 | 1 | 3 | 6  | 10 | -4   |  | Club Deportivo El Nacional | 0-2 | 1-0 |     | 2-1 |
| 4    | Universitario Ambato       | 2   | 6 | 0 | 2 | 4 | 4  | 12 | -8   |  | Universitario Ambato       | 0-1 | 1-1 | 2-2 |     |

### Deuxième tour
| Rang | Équipe                      | Pts | J | G | N | P | Bp | Bc | Diff |  | Résultats (▼ dom., ► ext.) | Boc | Ind | Peñ |
| ---- | --------------------------- | --- | - | - | - | - | -- | -- | ---- |  | -------------------------- | --- | --- | --- |
| 1    | Club Atlético Boca JuniorsT | 5   | 4 | 2 | 1 | 1 | 3  | 1  | +2   |  | Club Atlético Boca Juniors |     | 2-0 | 1-0 |
| 2    | CA Independiente            | 5   | 4 | 2 | 1 | 1 | 2  | 2  | 0    |  | CA Independiente           | 1-0 |     | 1-0 |
| 3    | Club Atlético Peñarol       | 2   | 4 | 0 | 2 | 2 | 0  | 2  | -2   |  | Club Atlético Peñarol      | 0-0 | 0-0 |     |

| Match d'appui pour la 1re place | Club Atlético Boca Juniors | 1 - 0 ap | CA Independiente | Buenos Aires |  |
| 11 juillet 1979                 | Mastrangelo                |          |                  |              |  |

| Rang | Équipe                   | Pts | J | G | N | P | Bp | Bc | Diff |  | Résultats (▼ dom., ► ext.) | Oli | Gua | Pal |
| ---- | ------------------------ | --- | - | - | - | - | -- | -- | ---- |  | -------------------------- | --- | --- | --- |
| 1    | Club Olimpia             | 7   | 4 | 3 | 1 | 0 | 8  | 2  | +6   |  | Club Olimpia               |     | 2-1 | 3-0 |
| 2    | Guarani Futebol Clube    | 3   | 4 | 0 | 3 | 1 | 4  | 5  | -1   |  | Guarani Futebol Clube      | 1-1 |     | 2-2 |
| 3    | Club Deportivo Palestino | 2   | 4 | 0 | 2 | 2 | 2  | 7  | -5   |  | Club Deportivo Palestino   | 0-2 | 0-0 |     |

### Finale
| 22 juillet 1979 | Club Olimpia           | 2 - 0 | Club Atlético Boca Juniors | Estadio Defensores del Chaco, Asuncion         |                                                |
|                 | Aquino 2e · Piazza 27e |       |                            | Spectateurs : 50 000 Arbitrage : Gastón Castro | Spectateurs : 50 000 Arbitrage : Gastón Castro |

| 27 juillet 1979 | Club Atlético Boca Juniors | 0 – 0 | Club Olimpia | La Bombonera, Buenos Aires                              |
|                 |                            |       |              | Spectateurs : 65 000 Arbitrage : Juan Daniel Cardellino |

| Vainqueur de la Copa Libertadores 1979 |
| -------------------------------------- |
| Club Olimpia Premier titre             |